# NGC 5722
NGC 5722 est une vaste et lointaine galaxie lenticulaire située dans la constellation du Bouvier. Sa vitesse par rapport au fond diffus cosmologique est de 10 875 ± 9 km/s, ce qui correspond à une distance de Hubble de 160 ± 11 Mpc (∼522 millions d'al). NGC 5722 a été découverte par l'astronome britannique John Herschel en 1830.
Selon la base de données Simbad, NGC 5722 est une galaxie de Seyfert de type 2.
À ce jour, une mesure non basée sur le décalage vers le rouge (redshift) donne une distance d'environ 163,000 Mpc (∼532 millions d'al). Cette valeur est à l'intérieur des valeurs de la distance de Hubble.